# Julia Marlowe
Julia Marlowe, nata Sarah Frances Frost (Cumberland, 17 agosto 1865 – New York, 12 novembre 1950), è stata un'attrice teatrale statunitense, conosciuta anche con il nome Miss Marlowe.

## Biografia
Figlia di John Frost e Sarah (Strong) Hodgson, aveva quattro anni quando i suoi genitori emigrarono, imbarcandosi per gli Stati Uniti. Suo padre, un appassionato sportivo, nel 1870 "era fuggito in America credendo di aver, durante una gara, rovinato l'occhio di un vicino con un colpo di frusta". Frost cambiò il suo nome in Brough e, dopo una prima sistemazione in Kansas, si trasferì con tutta la famiglia a est di Portsmouth, nell'Ohio e quindi a Cincinnati.

### Inizio carriera
Soprannominata Fanny, Sarah Frances iniziò ancora adolescente la sua carriera nel coro di una compagnia operistica di giovani. Andò in tour per circa un anno con l'operetta H.M.S. Pinafore di Gilbert e Sullivan, sotto la direzione del colonnello Robert E. J. Miles, il manager della Cincinnati Opera House, spettacolo nel quale lei aveva il ruolo di Sir Joseph Porter. Recitò poi in Pigmalione e Galatea di W. S. Gilbert. I suoi primi successi e la sua formazione si devono soprattutto alla cognata di Miles, Ada Dow. Sempre a Cincinnati, Fanny cominciò a recitare Shakespeare, prima nel ruolo di Baldassarre, il servitore di Romeo nella tragedia Romeo e Giulietta, poi in quello di Maria, la cameriera di Olivia ne La dodicesima notte, presentata in cartellone con il nome Fanny Brough. Poco tempo dopo, Ada Dow prese con sé la giovane attrice a New York, dove Fanny studiò canto per alcuni anni con Parsons Price. Finiti gli studi, Fanny cambiò il suo nome in quello di Julia Marlowe. Motivata e decisa, però la giovane Marlowe era una perfetta sconosciuta nell'ambiente teatrale di New York. Il colonnello Miles, diventato il nuovo manager della New York Bijou Opera House, le offrì l'occasione di recitare per due settimane in tour nel New England. La sua apparizione in Ingomar le fece da trampolino di lancio per Broadway.

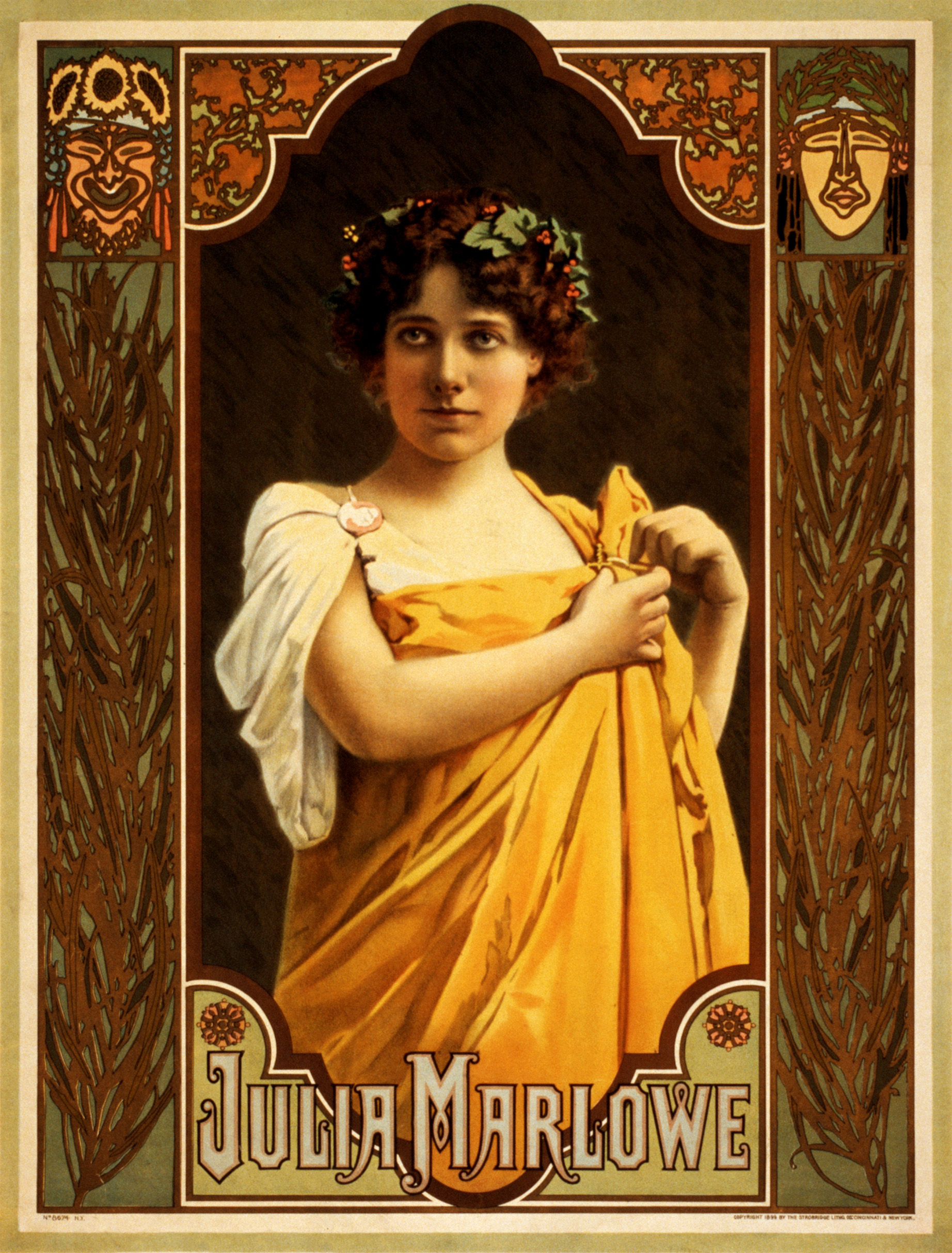
Poster del 1899

All'inizio del 1891, l'attrice si ammalò gravemente di febbre tifoidea durante un tour a Filadelfia. Venne ospitata dal proprietario del Philadelphia Times e da sua moglie, che si presero cura di lei. A un certo punto, il viso dell'ammalata si gonfiò talmente che i medici pensarono di inciderlo per liberarlo dalle tossine. L'opinione di uno dei dottori, però, prevalse e ci si affidò a un trattamento alternativo che salvò non solo il volto di Julia ma anche la sua carriera di attrice. Se fosse rimasta sfigurata, non avrebbe potuto diventare la maggiore attrice shakespeariana degli Stati Uniti della sua epoca. 
Julia Marlowe fece nel 1895 il suo debutto a Broadway, dove sarebbe apparsa in seguito in più di settanta produzioni. Con i suoi primi guadagni di Broadway, l'attrice comperò una casa di città al 337 di Riverside Drive, conosciuta con il nome River Mansion. Dal 1894 al 1900, fu sposata con l'attore teatrale Robert Taber. Il matrimonio finì anche perché, secondo alcune testimonianze, l'attrice sacrificò in parte la sua carriera per agevolare quella del marito. Ma, nonostante questo, la gelosia professionale prevalse e Taber, che al momento della sentenza si trovava in tour in Inghilterra, inviò un acido biglietto di addio alla moglie.
Nel 1904, l'attrice interpretò Maria Tudor nella messa in scena di When Knighthood Was in Flower: il lavoro fu un enorme successo che regalò a Julia Marlowe la piena indipendenza economica.

## Sothern e gli ultimi anni

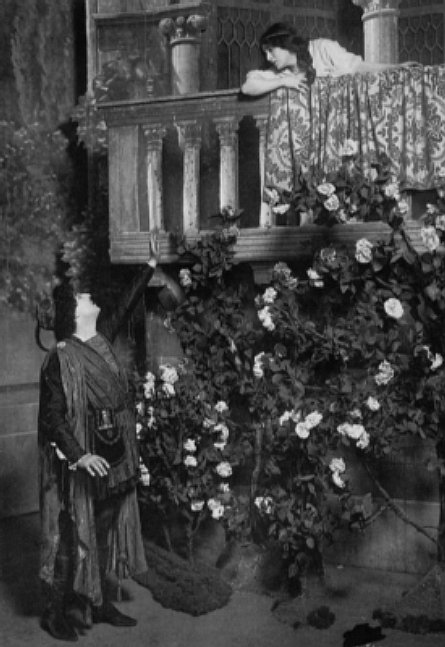
Sothern e Marlowe in Romeo e Giulietta (1904) nella scena del balcone

Nel 1904, l'attrice iniziò una collaborazione di estremo successo con E. H. Sothern, facendo coppia con lui nelle produzioni di Romeo e Giulietta, Molto rumore per nulla, Amleto. I due portarono gli spettacoli in tutti gli Stati Uniti, aggiungendo al loro repertorio nel 1905 La bisbetica domata,  Il mercante di Venezia e La dodicesima notte. Insoddisfatti dei compensi di Charles Frohman, il loro impresario, lo lasciarono per i fratelli Shubert che li fecero partecipi degli utili con una percentuale sugli incassi. Nel 1906, Julia Marlowe, avendo sempre come partner Sothern, fu protagonista di Giovanna d'Arco e, nel ruolo di Salome, di Giovanni Battista. All'epoca, i due attori erano considerati i più grandi attori shakespeariani dei loro giorni.
Dopo un'altra stagione a New York e una tournée, la compagnia si imbarcò per l'Inghilterra dove, incapace di attrarre pubblico, restò solo per una stagione, ritornando in patria l'anno seguente. A New York, presentò Shakespeare all'Academy of Music, seguendo la politica dei prezzi bassi in modo da avvicinare al teatro un pubblico che prima non poteva frequentarlo a causa del prezzo. Quindi Marlowe e Sothern sciolsero la loro compagnia, formando per un certo periodo due società separate.
Alla fine del 1909, Sothern e Marlowe ripresero a lavorare insieme recitando in Antonio e Cleopatra. In tour con Macbeth, ricevettero un'accoglienza entusiasta, confermata dal successo che il lavoro ebbe poi anche a Broadway. Portarono il loro repertorio shakespeariano in spettacoli per le scuole. I due attori si sposarono nel 1911. Nel 1920 e nel 1921, realizzarono undici registrazioni fonografiche per la Victor. Queste registrazioni sono probabilmente le uniche testimonianze della voce di Julia Marlowe. Dopo varie tournée, la coppia portò Il mercante di Venezia a New York.
Qualche tempo dopo, l'attrice ebbe dei seri problemi di salute che la portarono nel 1924 a ritirarsi dalle scene. Dopo la morte di Sothern nel 1933, Julia Marlowe visse come una reclusa. Nel 1943, ricevette una laurea onoraria dalla Columbia University, la seconda dopo quella che aveva ricevuto nel 1923 dalla George Washington University.
L'attrice morì a New York nel 1950 all'età di 85 anni.

## Spettacoli teatrali
- King Henry IV, Part I
- For Bonnie Prince Charlie
- Colinette
- Barbara Frietchie, di Clyde Fitch (Broadway, 23 ottobre 1899)
- When Knighthood Was in Flower di Paul Kester (Broadway, 14 gennaio 1901)
- The Cavalier, di Paul Kester e George Middleton (Broadway, 8 dicembre 1902)
- When Knighthood Was in Flower di Paul Kester (Broadway, 2 maggio 1904)
- Ingomar
- Hamlet, di William Shakespeare (Broadway, 17 ottobre 1904)
- Much Ado About Nothing, di William Shakespeare (Broadway, 17 ottobre 1904)
- Romeo and Juliet, di William Shakespeare (Broadway, 17 ottobre 1904)
- Romeo and Juliet, di William Shakespeare (Broadway, 16 ottobre 1905)
- Twelfth Night, di William Shakespeare (Broadway, 16 ottobre 1905)
- The Merchant of Venice, di William Shakespeare (Broadway, 16 ottobre 1905)